# リヒテナウ (ヴェストファーレン)
リヒテナウ (ドイツ語: Lichtenau、ドイツ語発音: [ˈlɪçtəna‿u] ( 音声ファイル)) は、ドイツ連邦共和国ノルトライン＝ヴェストファーレン州デトモルト行政管区のパーダーボルン郡に属す市で、ビューレナー・ラントに位置している。

## 地理

### 位置
リヒテナウは、トイトブルクの森/エッゲ山地自然公園の南部に位置している。市域の大部分はパーダーボルン高地に属し、市の北部はゾラートフェルト、東の辺縁部はエッゲ山地にあたる。市内をアルテナウ川の支流であるザウアー川が流れている。
市内の最低地点はヘングラルン近郊の海抜 179 m、最高地点はブランケンローデ廃市の 1 km 北西に位置するシュネーフェルダー・ベルクの海抜 407 m である。市域の平均高度は、海抜約 250 m である。

### 地質学
市域の地盤は主に白亜紀後期の石灰岩と泥灰岩で構成されている。これらは、白亜紀前期の砂岩の上を覆っている。西部は石灰質の岩からなるパーダーボルン高地であるが、これは西に向かってわずかに傾斜している。岩の硬さに違いがあるため、風化によりケスタが形成される。ここはドライバレー（川の浸食以外の理由で形成された谷）やシンクホールといったこの地形に典型的な特徴を呈している。降水は、割れ目の多い石灰岩に速やかに浸透し、地中深くで一部の岩を溶かす。こうして洞窟が形成され、陥没が起こる。クライネンベルク近くでは、中生代初めのブンター統の地層が表土から露出している。エッゲ山地では、造山活動によって岩が動かされ、傾斜した地塊が分離されている。氷河時代の堆積物として迷子石や黄土が、時々見られる。
リヒテナウ付近の緩やかに波打つ高地は「ゾラートフェルト」または「デュレス・フェルト」（乾いた土地）と呼ばれ、この名前から想像されるとおり、表層の水分が乏しい土地である。エッゲ山地の割れ目の多い砂岩から湧出する小川、すなわちエラーバッハ川、シュミットヴァッサー川、ザウアー川は涸れていることが珍しくなく、夏季だけでなく、短い区間を流れては再び涸れている。水は白亜紀後期のカルスト化した石灰岩に浸透し、地下水路を流れて、2-3日後にボルヒェンやパーダーボルンのカルスト水源で再び地上に現れる。本市の多くの集落が、白亜紀前期の砂岩の地層から採取したクライネンベルク浄水場およびヘルブラム＝ブーフリート浄水場の水を飲料水としている。フーゼン、アッテルン、ヘングラルンでは白亜紀後期の石灰岩を通ったビンデボルン浄水場から飲料水を得ている。ブランケンローデでは、深さ 123 m のボーリングによりブンター統中期の岩層から飲料水を採取している。
豊かに産出される岩や土、特に砂岩、石灰岩、泥灰岩は、かつて家や納屋の建設、街道や露地の敷設に利用されたが、現在では利用されていない。1927年まではブランケンローデの南のブライクーレン鉱山で菱亜鉛鉱の露天掘りが行われていた。現在でも 15,000 トンの亜鉛埋蔵量が見込まれているが、経済的な意義は失われている。

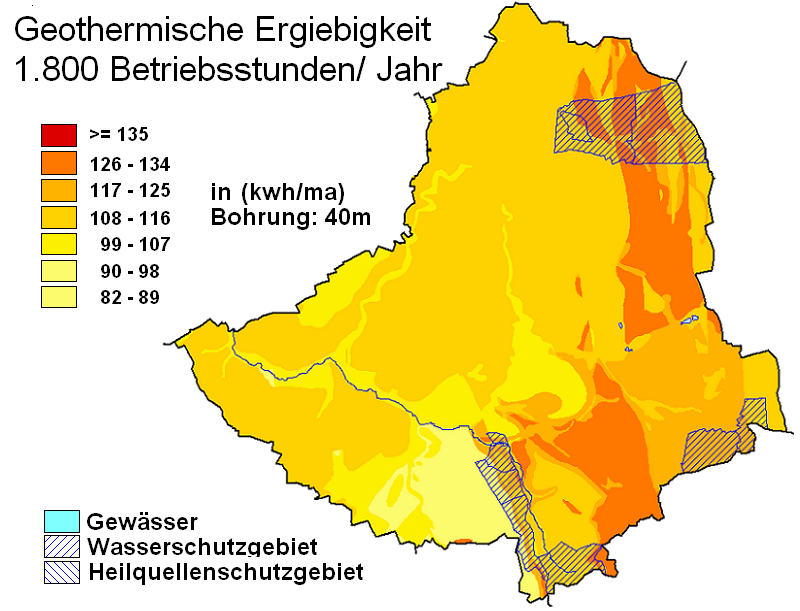
リヒテナウの地熱分布図

市域西部の傾斜台地には、しばしば黄土が混ざった粘土質の褐色土が表層に広がっている。ここは、乾燥被害の危険性が高いにもかかわらず、主に農耕に利用されている。ほとんど表土に至るまで石灰岩の急斜面や丸い山頂の上には、表面が粘土質で石の多いレンジナが形成されているが、しばしば内層が粘土質でシルトの多い褐色土や亜褐色土もある。侵食された腐葉土に富んだ土壌からなる崩積土はドライバレーに集中している。一方、アルテナウ川やその支流であるグライエ川が形成した川谷は牧草地などの緑地として利用されている。市域北東部は主に、内層が粘土質で、塩基に乏しい、シルトを含んだ黄土からなる褐色土が占めており、林業（ノイエンヘールゼ州有林）に利用されている。南東部は小さな範囲ごとに多彩に土壌が変化する。一部に自然保護文化財に指定されている低層湿原がある。
リヒテナウは、地熱ゾンデによる地熱源やヒートポンプによる地熱採取については、おおむね「良好」、高地部分では「極めて良好」な状態にある。一部には「不良」な箇所もある（右図参照）。

### 市域の広がりと土地利用
「グローセ・ラントゲマインド」（大きな田舎町）に位置づけられる本市の面積は、192.57 km2 である。市の大部分は森林と農業用地で、両者を併せると全市域の約 91.7 % を占める。南北の最大幅は約 19.1 km、東西のそれは約 19.6 km である。
| 土地利用別面積 | 農業用地 | 森林   | 住宅、空き地 産業用地 | 交通用地 | 水域  | スポーツ用地 緑地 | その他 |
| -------------- | -------- | ------ | --------------------- | -------- | ----- | ----------------- | ------ |
| 面積 (km2)     | 95.56    | 81.12  | 5.42                  | 8.09     | 0.98  | 1.03              | 0.37   |
| 占有率         | 49.6 %   | 42.1 % | 2.8 %                 | 4.2 %    | 0.5 % | 0.5 %             | 0.3 %  |

### 隣接する市町村
リヒテナウ市は、東から時計回りに、バート・ドリーブルク、ヴィレバートエッセン、ヴァールブルク（以上、ヘクスター郡）、バート・ヴュネンベルク、ボルヒェン、パーダーボルン、アルテンベーケン（以上、ヘクスター郡）と境を接している。

### 市の構成
以下の表の人口は、2014年12月31日現在の数値である。
| 市区                     | 市区           | 人口（人） | 男性（人） | 女性（人） | 面積 (km2) | 人口密度( /km2) | 高度（海抜 m） | Gliederung der Stadt Lichtenau |
| ------------------------ | -------------- | ---------- | ---------- | ---------- | ---------- | --------------- | -------------- | ------------------------------ |
| アセルン                 | Asseln         | 452        | 236        | 216        | 10.88      | 41.54           | 328            | Gliederung der Stadt Lichtenau |
| アテルン                 | Atteln         | 1,472      | 751        | 721        | 15.44      | 95.34           | 196            | Gliederung der Stadt Lichtenau |
| ブランケンローデ         | Blankenrode    | 151        | 83         | 68         | 10.29      | 14.67           | 369            | Gliederung der Stadt Lichtenau |
| ダルハイム               | Dalheim        | 166        | 84         | 82         | 13.17      | 12.6            | 274            | Gliederung der Stadt Lichtenau |
| エビングハウゼン         | Ebbinghausen   | 277        | 126        | 151        | 4.41       | 62.81           | 207            | Gliederung der Stadt Lichtenau |
| グルントシュタインハイム | Grundsteinheim | 472        | 237        | 235        | 9.73       | 48.51           | 240            | Gliederung der Stadt Lichtenau |
| ハーケンベルク           | Hakenberg      | 204        | 99         | 105        | 8.06       | 25.31           | 363            | Gliederung der Stadt Lichtenau |
| ヘングラルン             | Henglarn       | 1,048      | 512        | 536        | 11.33      | 92.5            | 179            | Gliederung der Stadt Lichtenau |
| ヘルブラム               | Herbram        | 922        | 479        | 443        | 16.28      | 56.63           | 277            | Gliederung der Stadt Lichtenau |
| ヘルブラム＝ヴァルト     | Herbram-Wald   | 220        | 136        | 84         | 0.33       | 666.67          | 326            | Gliederung der Stadt Lichtenau |
| ホルトハイム             | Holtheim       | 928        | 477        | 451        | 15.85      | 58.55           | 336            | Gliederung der Stadt Lichtenau |
| フーゼン                 | Husen          | 1,093      | 546        | 547        | 15.13      | 72.24           | 213            | Gliederung der Stadt Lichtenau |
| イゲンハウゼン           | Iggenhausen    | 214        | 115        | 99         | 4.88       | 43.85           | 210            | Gliederung der Stadt Lichtenau |
| クライナーベルク         | Kleinenberg    | 1,330      | 656        | 677        | 23.85      | 55.77           | 335            | Gliederung der Stadt Lichtenau |
| リヒテナウ               | Lichtenau      | 2,592      | 1,325      | 1,267      | 32.54      | 79.66           | 305            | Gliederung der Stadt Lichtenau |
| 全市                     | 全市           | 11,537     | 5,858      | 5,679      | 192.17     | 60.03           | 250            | Gliederung der Stadt Lichtenau |

本表の数値はリヒテナウ市の調査によるものであり、ノルトライン＝ヴェストファーレン州統計局による Kommunalprofil の数値と一致しません。また、全市の値が各市区の値の合計と一致しておりませんがウェブサイトに表示のまま記載しています。

### 気候
アルテンベーケンは、中央ヨーロッパの穏やかな気候圏の、亜大西洋海洋性気候に属している。冬季は大西洋の影響でおおむね穏やかであり、夏季はかなり暑い。年間平均気温は約 7 – 8 ℃であるが、高度の違いによってかなり細かい中間的な気候に区分される。
亜大西洋性海岸気候によって、年間を通じて比較的均一に降水のある湿潤な気候である。ただし降水量も細かな中間的気候分類によって異なる。リヒテナウ地区から約 9 km に位置するブランケンローデ測候所の7月の長期平均降水量は、リヒテナウのそれよりもわずかに少ない。

## 歴史

### 概要

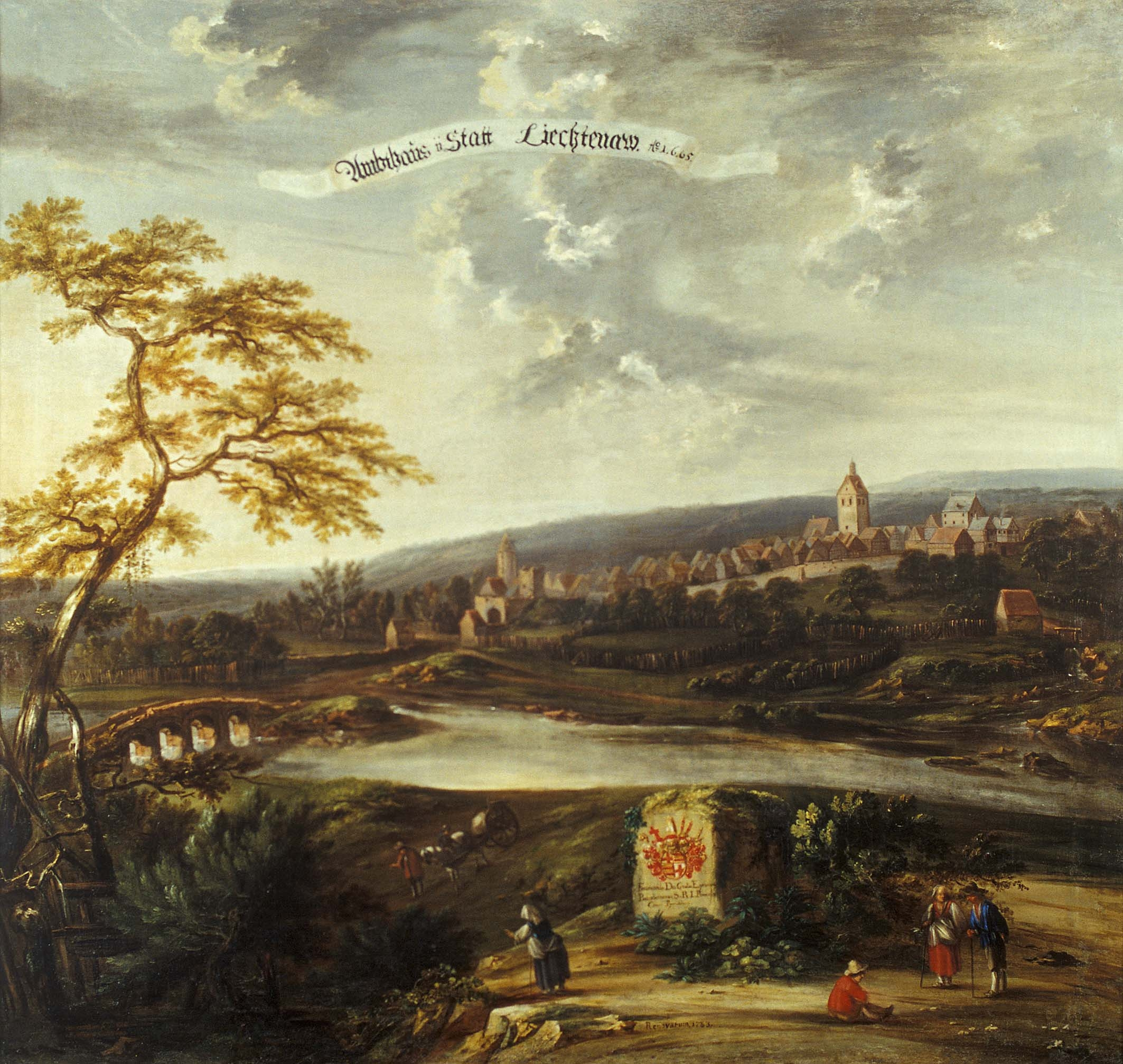
リヒテナウを描いた1665年の絵画

リヒテナウ市は、その創設からパーダーボルン司教の世俗領（元々はザクセン侯領）に属していた。1273年に現行の教区教会が建設された。建設が始まったのは1233年以前であった。1326年2月5日、リヒテナウ市と、現在は本市に統合されているクライネンベルク市（表記は Lechtenauwe）、中世のブランケンローデ市（現在の同名市区の近くにあったブランケンローデ廃市）が初めて記録された。これらの都市は、パーダーボルン司教によって、ヴァルデック伯に対する領土防衛のために建設された。14世紀からは神聖ローマ帝国内にパーダーボルン司教領が設けられ、16世紀以降はニーダーライン＝ヴェストファーレン帝国クライスに属した。本市の創設期は、中世後期の騒乱とフェーデに関連している。1 km 北にあったケルクドルフ教区が騒乱で破壊された際に、その守護聖人である聖キリアンがリヒテナウ教区教会に移された。周辺の住民たちは、新たに防御を固めた司教の城リヒテナウ城の周辺に住みついた。1394年、ベンゲラー・フェーデの際この町は包囲された。包囲戦は失敗に終わったが、火を放たれた。防衛戦が常に成功していたわけではない。パーダーボルン危機の際、フェーデのために1411年から1415年までこの町はパーダーボルン司教の敵対者に降伏しなければならなかった。1474年にはヴァルデック伯オットー4世がリヒテナウを制圧した。住民の多くが殺され、あるいは連行された。これは長いパーダーボルン＝ヴァルデック紛争の始まりであった。
城があることで、リヒテナウは領主の防衛拠点の一つとなり、アムツハウス（地方役所）が置かれた。1492年、ジーモン3世はこの城をヴェストファーレンの領主に質入れした。質入れは1世紀以上におよび、司教領主ディートリヒ・アドルフ（在位: 1650年 – 1661年）が買い戻した。この城はアムト・リヒテナウの代官所となった。しかし、貴族の代官は司教領の後期になるともはやこの城には居住しなくなった。むしろ、経理部門が徴税業務に用いたり、警察署や裁判の用途に用いられたりした。
1545年5月に、アムツハウスにまで及ぶ大火があった。三十年戦争では、1633年と1642年にヘッセン＝カッセル方伯の軍勢がこの街を焼き討ちした。略奪と飢餓が繰り返された。1636年にはペストがこの街を荒廃させた。平和な時も困窮の時であることに違いはなかった。1692年、1721年、1745年にそれぞれ大火が起こっている。1721年には、ほぼ完全に壊滅したこの街にパーダーボルンの領主が復興資金を送っている。
七年戦争はリヒテナウに甚大な被害を及ぼした。敵も、司教と同盟したフランス軍も、この街を略奪して行軍していった。リヒテナウやその周辺集落は、宿営に関しても大きな負担を強いられた。
1792年12月12日、ヨハン・ヴォルフガング・ゲーテが、当時のパーダーボルン司教の宿駅（1950年代に解体された）に宿泊した。
1802年から1803年にこの司教領はプロイセン王国に占領された。当初、新たなパーダーボルン司教の行政機関は保持された。
司教領主時代、リヒテナウにはユダヤ人コミュニティが存在した。1800年には75人のユダヤ人が暮らしており、1805年にシナゴーグが建設された。
1806年にリヒテナウはナポレオンのヴェストファーレン王国の一部となった。1806年10月31日の夜から11月1日の朝にかけてルイ・ボナパルトは約3万人の兵士でリヒテナウを占領し、兵士らは略奪を行った。1809年に2つの市門が解体された。最終的にリヒテナウは1815年からプロイセン王国領となり、1871年からはドイツ国の一部となった。1831年、1842年、1885年、1903年に大火災が繰り返された。
プロイセンはリヒテナウをビューレン郡に編入させ、この街を「文化的、歴史的、地理的、経済的な連携」から切り離した。
第二次世界大戦の直前に SS の兵士がリヒテナウを榴弾で攻撃した。それは、SS によって移送されていたポーランド人やフランス人の戦時捕虜にリヒテナウの住民がこっそりとパンを手渡し、自転車などの供出を拒んだという理由であった。榴弾の破片で3人が死亡し、多くの家屋が損傷した。1945年3月31日にアメリカ軍がリヒテナウに侵攻した。1945年から1949年までリヒテナウはイギリス管理地区の一部であった。1946年からはノルトライン＝ヴェストファーレン州に属している。

### 洪水
リヒテナウなどのザウアー川沿いの集落は、たびたび洪水の被害を受けた。特に1965年の被害は甚大であった。このため、リヒテナウの上流側にズートハイム洪水防止水位調整池が設けられ（1978年 – 1980年）、中核市区の下流側にエビングハウゼン洪水防止水位調整池が設けられた（1974年 – 1976年）。

### 市町村合併
現在のリヒテナウ市は、1974年11月5日の「新設されたザウアーラント/パーダーボルン地域の市町村および郡の新設に関する法律」（ザウアーラント/パーダーボルン法 GV MRW S. 1224）に基づき、1975年1月1日にアセルン、アテルン、ブランケンローデ、ダルハイム、エビングハウゼン、グルントシュタインハイム、ハーケンベルク、ヘングラルン、ヘルブラム、ホルトハイム、フーゼン、イゲンハウゼン、クラインベルク市およびリヒテナウ市が合併して成立した。

## 住民

### 宗教
かつてパーダーボルン司教領に属していたことから、リヒテナウの住民は伝統的にカトリック信者が多数を占める。ジーモン1世治世下の1273年に創設されたカトリックの教区教会（後の聖キリアン教会）は、現在に至るまで本市で最も重要な教会組織である。
15世紀にほぼ国中に影響を及ぼした宗教改革は、領邦レベルとは異なり、「ドルフ＝シュタット」（田舎町）の住民の心を捕らえることはできなかった。リヒテナウでも、司教領主ディートリヒ4世から1世紀は近く完全にカトリックが信仰されていた。司教領主時代では、せいぜい一時的に住み着いたに過ぎないプロテスタント信者よりも重要なのは、1800年に75人の信者が確認される小規模なユダヤ教組織であった。この小さなユダヤ教組織も、国家社会主義ドイツのホロコーストによって駆逐され、殺害された。
19世紀のプロイセン政権時代には、継続的にプロテスタント住民がこの街にやって来た。早くも1840年にはリヒテナウ城で福音主義の礼拝が行われ、1853/54年に、旧パーダーボルン領内で初めての福音主義教会がリヒテナウに建設された。この街のカトリック優位の基本的な状況は現在も保持されている。周辺村落との合併によって、カトリック比率は再び上昇した。
2006/2007年のリヒテナウの基礎課程学校では、生徒の 20.9 % が福音主義、71.9 % がカトリック、1.9 % がイスラム教を信仰していた。その他の宗教は 1.5 % で、無宗教は 3.9 % であった。

### 人口推移
1975年以降はノルトライン＝ヴェストファーレン州情報・技術局統計部門が公表した値である。1975年から1985年までは推計値、1987年の値は人口調査結果、1990年以降はその調査結果に基づく推定値である。
| 年                | 人口（人） |
| 1800              | 1,078      |
| 1975 （12月31日） | 8,408      |
| 1980 （12月31日） | 8,592      |
| 1985 （12月31日） | 9,131      |
| 1987 （5月25日）1 | 9,147      |
| 1990 （12月31日） | 9,791      |
| 1995 （12月31日） | 10,461     |
| 2000 （12月31日） | 11,009     |

| 年                | 人口（人） |
| 2001 （12月31日） | 11,138     |
| 2002 （12月31日） | 11,159     |
| 2003 （12月31日） | 11,211     |
| 2004 （12月31日） | 11,215     |
| 2005 （12月31日） | 11,237     |
| 2006 （12月31日） | 11,174     |
| 2007 （12月31日） | 11,130     |
| 2012 （12月31日） | 11,678     |

1. 人口調査結果

## 行政

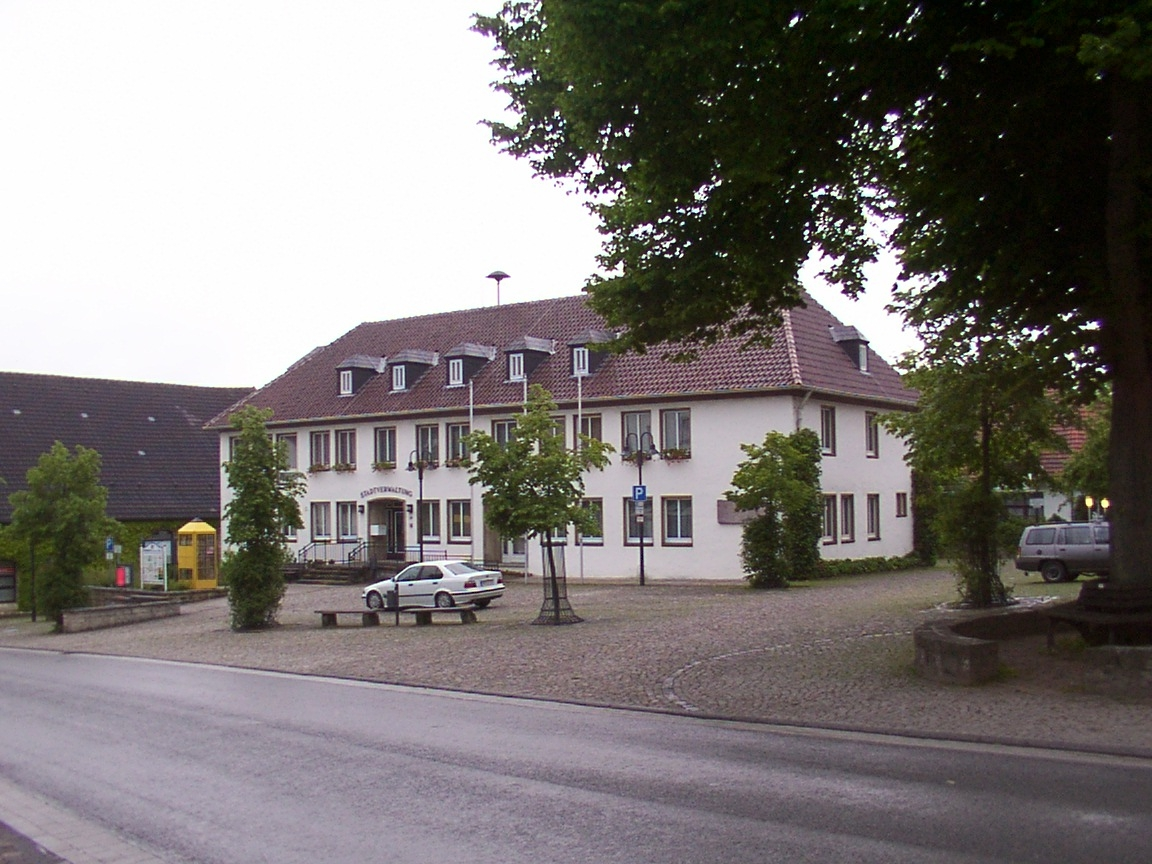
リヒテナウの市庁舎

### 市議会
本市の市議会は、26人の議員で構成される。これに市長が議長として加わる。

### 市長
| 任期            | 市長                       | 政党   |
| --------------- | -------------------------- | ------ |
| 1992年 - 2004年 | マンフレート・ミュラー     | CDU    |
| 2004年 - 2009年 | カール＝ハインツ・ヴァンゲ | CDU    |
| 2009年 - 2014年 | ディーター・メルシュヨハン | CDU    |
| 2014年 - 2020年 | ヨーゼフ・ハルトマン       | SPD    |
| 2020年 -        | ウテ・デュフラー           | 無所属 |

### 紋章、幟、旗
リヒテナウ市は、1976年7月19日にデトモルトの行政管区長官の文書により、紋章、幟、旗を使用する権利を授与された。
図柄: 青地。開口部に銀色（白）のフルール・ド・リス（紋章学上のユリ）が描かれたクローバー型の門の上に、幅の広い銀色（白）の塔。この塔は、赤い尖塔屋根と赤い屋根の銀の小隅塔をいただいている。その両側に上向きの銀色（白）の鋸歯状の壁が伸びる。その上にはそれぞれ銀色（白）の頂部が鋸歯状になった塔が突き出している。
幟: 長辺に沿って、青地と白地に 1:3:1 に分割。上部中央に市の紋章が描かれている。
旗: 長辺に沿って、青地と白地に 1:3:1 に分割。旗竿寄り中央に市の紋章が描かれている。

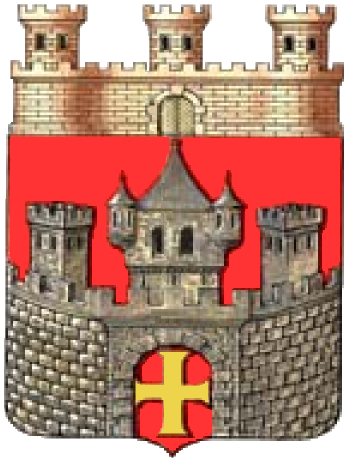
1908年のリヒテナウの紋章

古い市の印章はこの紋章に似ていたが、門の河口部にはそれぞれの頭に星を戴いた聖母子像の半身が描かれていた。その後マリア像は十字架に置き換えられた。1908年の紋章は、赤地に青い鋸歯状の金の市壁。その上に青い尖塔屋根を戴く幅広の中央塔と2本の小さな鋸歯状屋根の脇塔。市壁の門の開口部はクローバー型で、その中は赤地に浮かぶ金の十字が描かれていた。市町村再編後、元の印章が採用されたが、聖母像はフルール・ド・リスに置き換えられた。

### 姉妹都市
- マイエ（フランス語版、英語版）（フランス、サルト県）1985年9月29日から
- ラングスドルフ（ドイツ語版、英語版）（ドイツ、ブランデンブルク州）1993年2月27日から
- ピエニエンジノ（ポーランド語版、英語版）（ポーランド、ヴァルミア＝マズールィ県）1996年10月14日から

マイエ との姉妹都市関係はフランス側からの要望で成立し、フランス側がリヒテナウを訪問したのが最初のコンタクトであった。現在は姉妹都市委員会が組織され、年に2回の訪問が行われ、リヒテナウの実科学校と マイエ のギムナジウムとの間で交換留学が行われている。
ピエニエンジノ との姉妹都市協定の目的は、たとえば学問および教育、文化、観光、スポーツ、さらにはエコロジーや社会福祉などの様々な分野での共同作業や交流にある。このため、定期的に学生交流や総合的なイベントを開催している。芸術家たちも両市を相互訪問し、情報交換会を組織している。

## 文化と見所

### 演劇
リヒテナウには固有の劇団はない。しかし、アマチュア演劇団が不定期に上演を行っている。会場は、ほとんどがリヒテナウのシュッツェンハレである。2010/2011年シーズンにはパーダーボルンの新築された劇場で公演を行った。最寄りの劇場には、テアター・ビーレフェルトやデトモルト州立劇場がある。

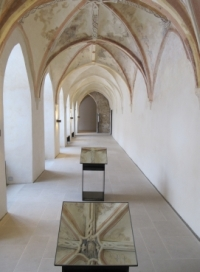
修道院博物館の回廊

### 博物館
旧アウグスチノ修道参事会ダルハイム修道院の大規模な修復・改修後、2007年5月22日にヨーロッパで最初の修道院博物館が開館した。この博物館は「LWL-修道院文化の博物館」という名称である。この他にリヒテナウ郷土・自然博物館がある。

### 音楽
リヒテナウには、地区を含めて5つの音楽隊と、4つの音楽クラブが存在している。この他にドラム隊、楽団、音楽アンサンブル、吹奏楽団、狩猟ホルングループ、エッゲゲビルクスカペレがある。歌唱分野では、2つの教会合唱団、混声合唱団、女性合唱団がある。

### 建築物

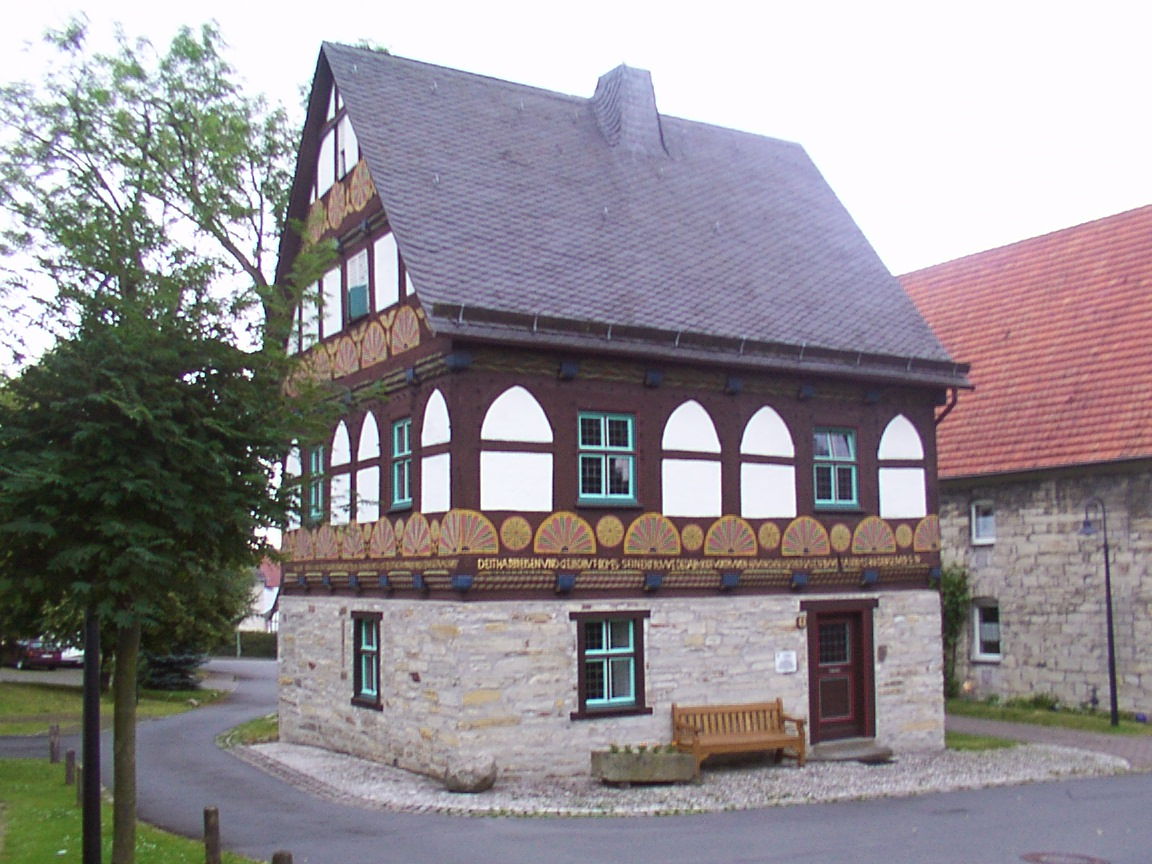
シュピーカー

西塔と平屋の内陣を有するカトリックの教区教会聖キリアン教会は、おそらく1323年に創設された。このゴシック様式のホール式教会の内部は、十字ヴォールトが張られ、円柱によって支えられている。南の入口は1670年の新築時に遡る。ここにはパーダーボルン司教領主の紋章が掲げられている。1624年に製作されたアラバスターの主祭壇や1754年のオルガンの前面管もこの教会の調度である。祭壇画は1749年に描かれた。
長方形で5階建てのリヒテナウ城の塔屋は、おそらく14世紀に建設された。1710年に建て替えられ、1853年に内部が改築された。これと類似した城塔は、ベーヴェルンゲンやマリエンミュンスター近郊に見られる。城の近くに都市防衛施設の遺構が遺されている。
旧アウグスチノ修道参事会のダルハイム修道院は、同名の地区にある。この修道院は1429年に創設され、1803年にパーダーボルン領が世俗化された1803年まで存続していた。附属建造物のいくつかは解体されたり、厩舎に改造されたりした。また、ある建物は新築された。1838年に中世後期の修道院中核部が火災で焼失し、後に簡略化された形で建設された。1979年に、ヴェストファーレン=リッペ風致連合 (LWL) がこの建物を獲得し、修道院博物館に改築した。
アテルンの「シュピーカー」は1588年に建設された、9 m × 8 m の平面を持つ建物である。シュピーカーは納屋ではなく、代官所あるいは役所として利用された。
アテルンの教区教会聖アハティウス教会は1712年に完成した。教会内には、1761年製の祭壇や同じく18世紀に制作された鋼の聖母がある。教会には司教のペテロ像やアウグスチヌス像がある。この2人の石像は元々ダルハイム修道院にあったものである。1900年に教会塔が新設され、教会が拡張された。
アルテナウタールには、新石器時代の石室墓が7基遺されている。このうち2基がアテルンとヘングラルンにある。墓の一つは、修復され、考古学調査がなされた。
13世紀にブランケンローデ市が建設された（現在、同名の市区の近くにあり、廃市となっている）。この街はパーダーボルン司教領とヴァルデック伯領との境界に位置し、パーダーボルン司教ジーモン1世とコルヴァイ修道院長の勢力範囲をヴァルデック伯から護っていた。
地元の言い伝えによれば、クライネンベルクに聖母像が現れたため、巡礼地となり、そこに木造の礼拝堂が建てられた。1742年バロック様式の礼拝堂に建て替えられた。1400年頃の古い聖像はクライネンベルクの守護者を表しており、主祭壇に祀られた。この礼拝堂には多くの銘が刻まれており、中には戦争に関連した文がある。
- リヒテナウ城
- 旧ダルハイム修道院の修道院教会と付属建造物
- アテンの聖アハティウス教会
- クラインベルクの巡礼教会

### 公園

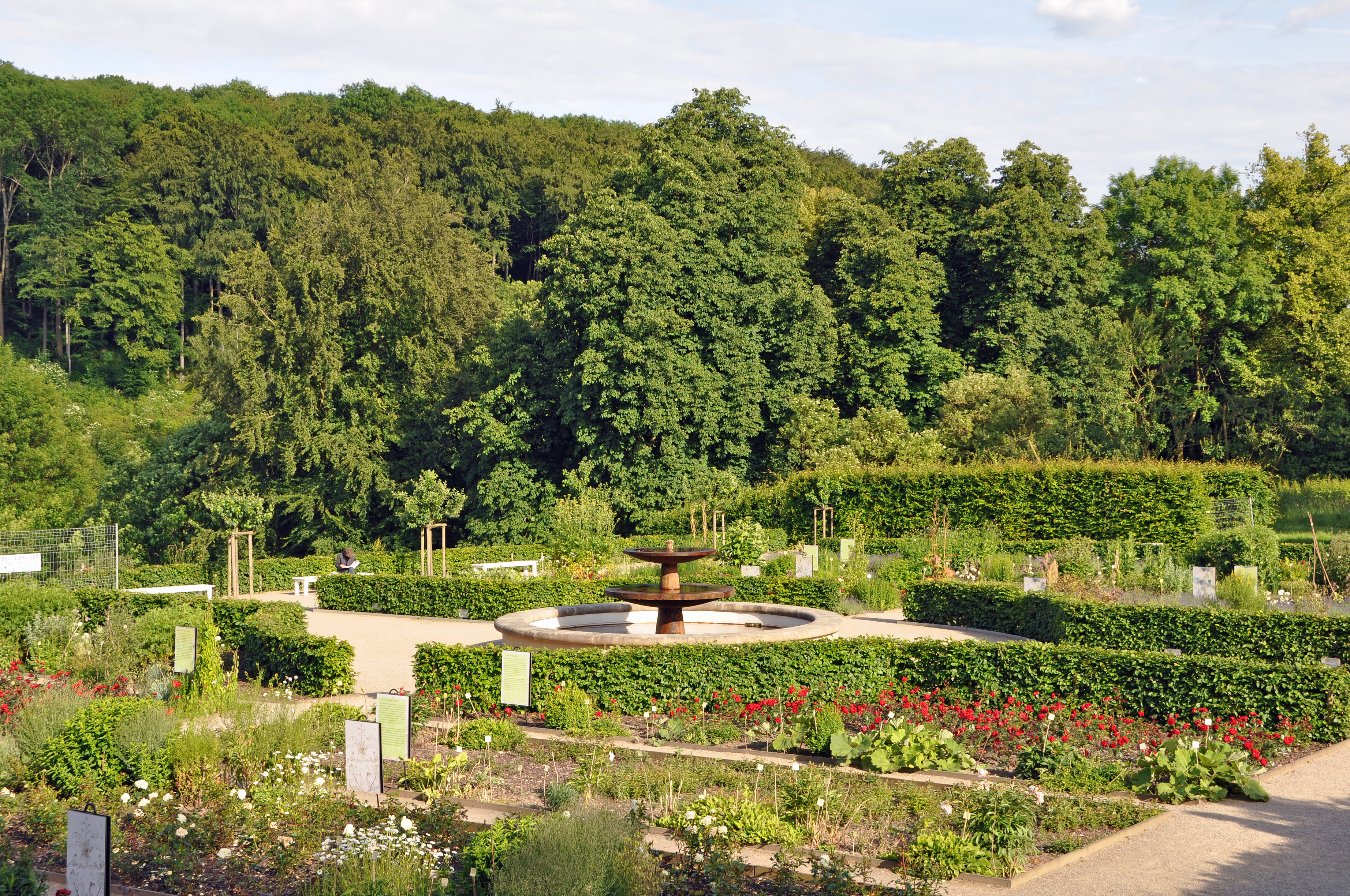
ダルハイム修道院の庭園

市内には2つの登録された公園があり、どちらも一般に立ち入ることができる。クライネンベルク巡礼地は約 1 ha、ダルハイム修道院の庭園は約 8.5 ha の広さがある。

### 自然保護区
リヒテナウには、完全に市内に収まる自然保護区が5つある。ザウアータール（約 904 ha）、エーゼルスベット（約 99.6 ha）、シュヴァルツェス・ブルーフ自然保護区（約 31 ha）、ザウアーバッハタール・ビュルハイム（約 49.5 ha）、アルテナウタール上流部を含むマルシェルスハーゲンおよびノンネンホルツ自然保護区（約1,944 ha）である。さらに一部が市内に含まれるものとしては、ブライクーレンおよびヴェシェバッハタール（約 1.84 ha 分）、シュヴァルツバッハタール（約 221 ha 分）がある。
自然保護区の総面積は約 3,275 ha で、市域の 17 % 以上が保護されている。これは州内で極めて高い値である。

### スポーツ
リヒテナウには9つの一般スポーツクラブ、6つのスポーツフィッシングクラブ、3つのテニスクラブ、3つの乗馬クラブ、2つのドイツ人命救助協会地域グループ、1つの民族舞踊サークルがある。多くはリヒテナウスポーツ連盟に加盟している。
本市はリヒテナウ地区に屋外プールを、アテルン地区に天然プールを有している。

### 年中行事
ダルハイム修道院で毎年夏に行われるイベントシリーズは全国的に重要である。この他に射撃祭がすべての地区で開催される。
8月には、リヒテナウ・スポーツフィッシングクラブのフィシャーフェストが開催される。ここではこの地域や各地の魚料理が楽しめる。
隔年10月初めにヴィルトシュッツ・コスターマン＝マーケット・リヒテナウがある。ここでは、自然、森林、野生生物、農業、再生可能エネルギー分野の製品や情報あるいは食品が紹介される。この他に、VfLのヴィルトシュッツ・クロスターマン＝レースが毎年開催される。
12月にはリヒテナウの商店によるクリスマスマーケットが開かれる。

## 経済と社会資本

### 交通
リヒテナウ地区は連邦道 68号線に面している。この連邦道は北西はパーダーボルン、南東はヴァールブルク郊外のシェルフェーデにつながっている。州道 L817号線は、南西方面はアウトバーン A44号線に、北東方面はバート・ドリーブルクに至る。
バーンブス・ホーホシュティフト GmbH のローカルバスがパーダーボルンとの間を定期的に運行している。パーダーボルンからはヴァールブルク行きの高速バスがこの街を通っている。週末と祝前日にはパーダーボルンからリヒテナウ行きの夜行バスが運行している。市内の地区間は地域バスが結んでいる。リヒテナウはパーダーボルン＝ヘクスター近郊交通連盟の管轄地区に属している。
最寄りの鉄道駅は、パーダーボルン中央駅（約 20 km）、アルテンベーケン駅（約 14 km）、ヴァールブルク駅（約 24 km）である。
最寄りの交通空港は約 28 km 離れたパーダーボルン/リップシュタット空港である。
ハッティンゲンからアルテンベーケンに至る全長 210 km のヴェストファーレン遊歩道の一部が市内を通っている。

### メディア
日刊紙としてはノイエ・ヴェスフェリッシェとヴェストファーレン＝ブラットが月曜日から土曜日まで発行されている。両紙とも、一般面はビーレフェルトにあるそれぞれの一般面編集局で制作されており、地方面ではリヒテナウとその周辺のニュースを扱っている。さらにパーダーボルン大司教では、年に4回、パーダーボルン郡およびヘクスター郡向けに郷土史、文学、芸術に関する話題を扱う季刊誌「ディー・ヴァルテ」を刊行している。この他に月刊紙として「ディー 15」と「ルントブリック・シュタット・リヒテナウ」の2紙がある。両紙ともにリヒテナウおよびその市区の話題を掲載している。
リヒテナウは、西部ドイツ放送のビーレフェルト・ローカルスタジオのサービス提供エリアに属している。さらに本市はラジオ・ホーホシュティフトの放送エリアに属している。このラジオ局は報道を担うローカルラジオ局である。

### 公共機関
2009年1月1日にリヒテナウ都市施設局に上水道・清掃施設を設けた。
リヒテナウ消防団は、各市区にそれぞれ消火班を配している。青年消防団は市レベルで組織されている。

### 教育
市内には、リヒテナウに2校、アテルに1校の基礎課程学校がある。また、リヒテナウに本課程学校と実科学校がある。ギムナジウムは存在せず、パーダーボルン、ビューレン、バート・ドリーブルク＝ノイエンヘールゼの学校に行かなければならない。
2014年10月15日現在、本市には合計 53人の教員、820人の児童・生徒がいる。基礎課程学校の児童が 393人、本課程学校の生徒が 74人、実科学校の生徒が 353人である。
幼児教育に関しては、本市は7園の幼稚園を運営している。
1977年からリヒテナウにはパーダーボルン市民大学の分校が存在している。

### 地元企業
リヒテナウには、主に電子データ処理、家具製造、建設、金属加工分野の企業がある。さらに中規模の手工業者や小売業者もある。
リヒテナウ・テクノロジー・ツェントルムが2005年にオープンした。

## 人物

### 出身者
- フリードリヒ・ジーモン・アルヒェンホルト（ドイツ語版、英語版）（1861年 - 1939年）天文学者。ベルリンのアルヒェンホルト天文台は彼の名にちなんで命名された。リヒテナウでは本課程学校や通りにも彼にちなんだ名称がつけられている。